# William S. Hart
William Surrey Hart (Newburgh (New York), 6 december 1864 - Santa Clarita, 23 juni 1946) was een Amerikaans acteur, scenarioschrijver, filmproducent en filmregisseur.
Hart begon zijn carrière als acteur in het theater en brak aan het einde van de negentiende eeuw door op Broadway. Hij was gefascineerd door het wilde westen en was bevriend met onder andere Wyatt Earp. In 1907 maakte hij zijn filmdebuut en in de jaren 10 van de twintigste eeuw stond hij bekend om het maken van westerns.
Hart was lange tijd een van de favorieten van het publiek, totdat ze de interesse in hem verloren in de jaren '20. Hij ging in 1925 met pensioen. Hij kwam in 1946 te overlijden op 81-jarige leeftijd.

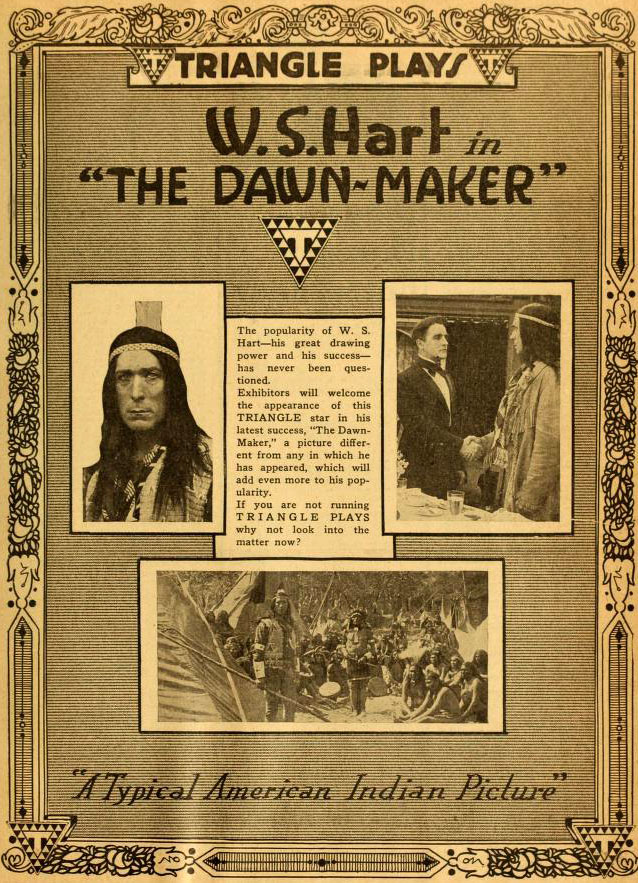
The Dawn-Maker (1916)
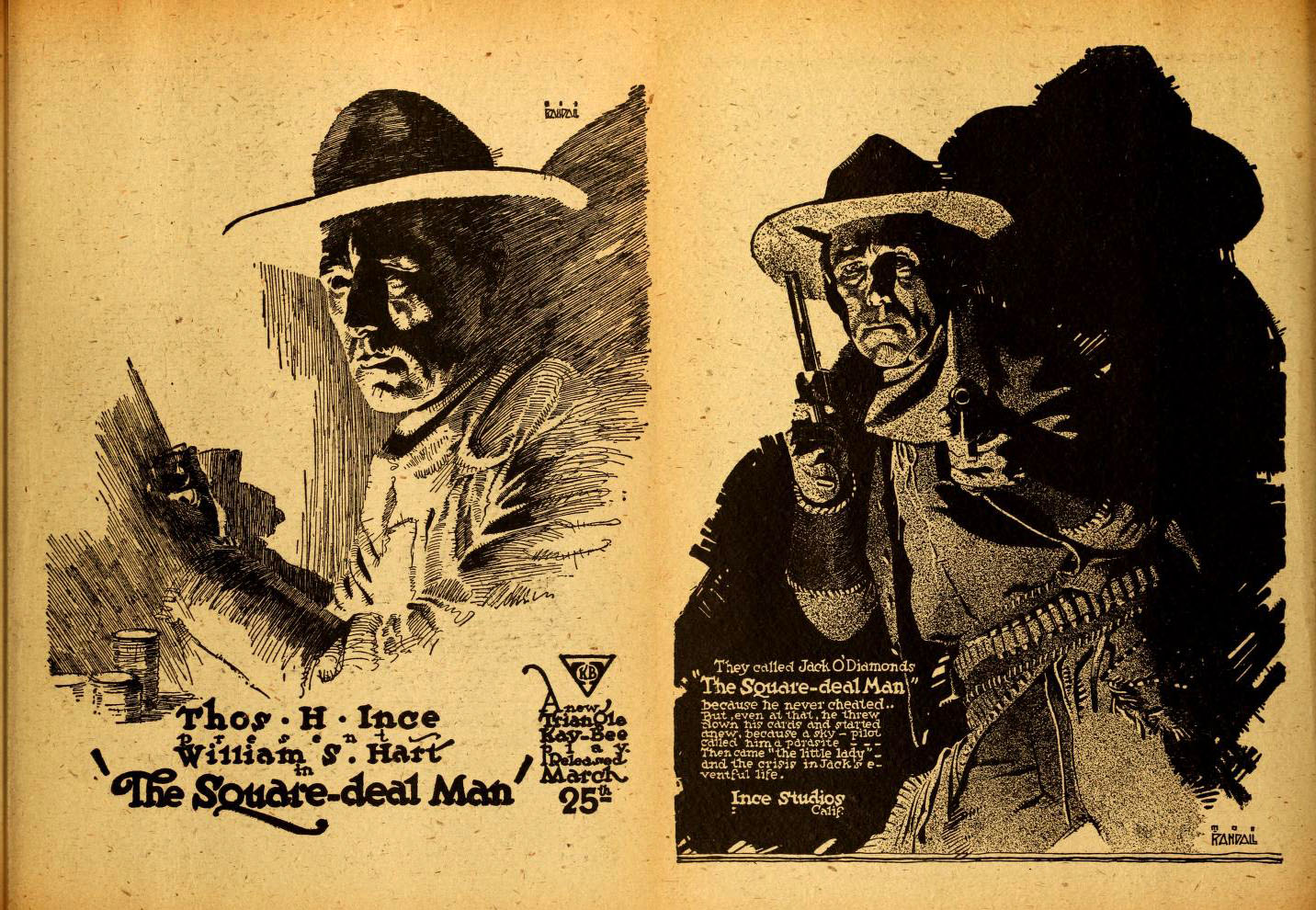
The Square Deal Man (1917)
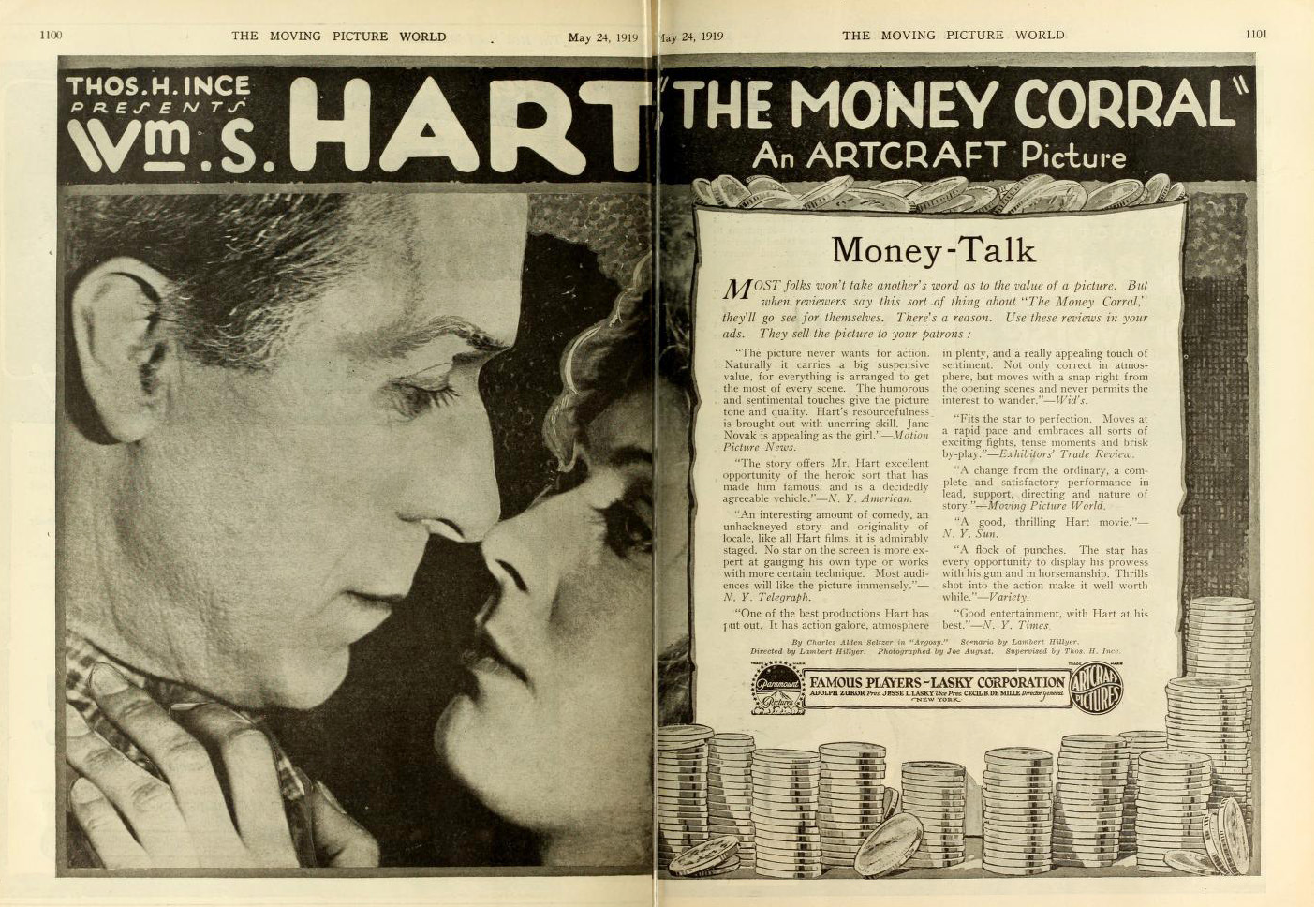
The Money Corral (1919)
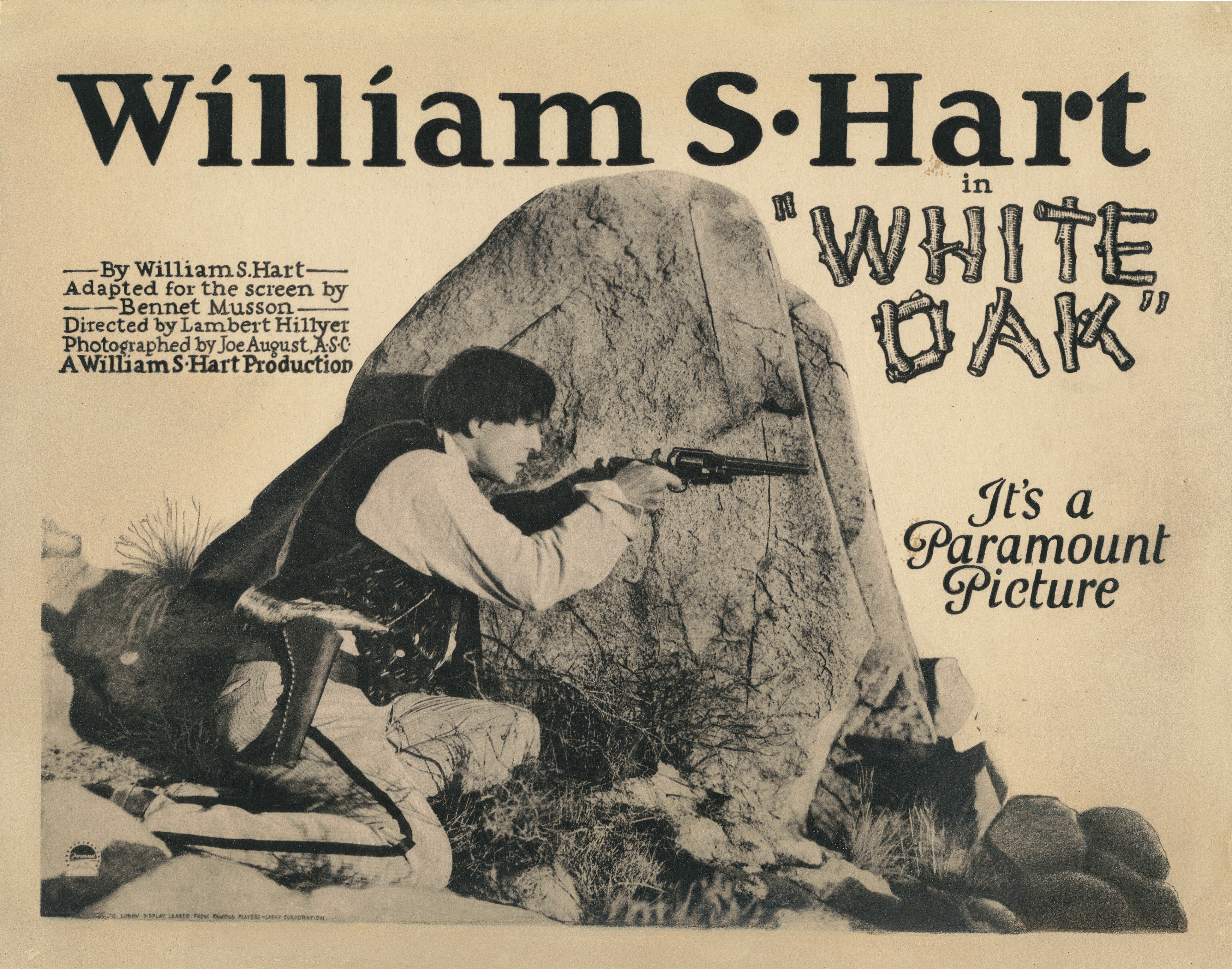
White Oak (1921)

- Bibsys: 99028650
- Biblioteca Nacional de España: XX1171906
- Bibliothèque nationale de France: cb161671429 (data)
- Gemeinsame Normdatei: 128538791
- International Standard Name Identifier: 0000 0000 8158 1273
- Library of Congress Control Number: n80046059
- Nationale Bibliotheek van Tsjechië: jn20031021010
- SNAC: w6x06sx3
- Système universitaire de documentation: 191675415
- Union List of Artist Names: 500472026
- Virtual International Authority File: 77609202
- WorldCat: E39PBJp9q3TdB49H3xXPCX6qcP